# Marcel Van Der Slagmolen
Marcel Van Der Slagmolen (* 18. Dezember 1952 in Ninove) ist ein ehemaliger belgischer Radrennfahrer.

## Sportliche Laufbahn
Van Der Slagmolen war im Straßenradsport aktiv. Er gewann die Flandern-Rundfahrt für Amateure sowie den Omloop van Noord-Oost-Brabant 1974. 1974 bestritt er mit der Nationalmannschaft die Internationale Friedensfahrt und wurde 69. der Gesamtwertung. 
Von 1975 bis 1983 war er Berufsfahrer. 1975 gewann er das Rennen De Kustpijl, 1976 Schaal Sels Merksem. Zweiter wurde er 1976 in Dwars door West-Vlaanderen. Er startete in der Vuelta a España 1976, beendete die Rundfahrt aber nicht. In den Rennen der Monumente des Radsports war der 38. Platz im Rennen Paris–Roubaix 1981 sein bestes Resultat.